# Tovo San Giacomo
Tovo San Giacomo es una localidad y comune italiana de la provincia de Savona, región de Liguria, con 2.468 habitantes.

## Evolución demográfica
| Gráfica de evolución demográfica de Tovo San Giacomo entre 1861 y 2001 |
|                                                                        |
| Fuente ISTAT - elaboración gráfica de Wikipedia                        |